# Okoličná na Ostrove
Okoličná na Ostrove (bis 1948 slowakisch „Ekel“; ungarisch Ekel) ist eine Gemeinde im Südwesten der Slowakei mit 1442 Einwohnern (Stand 31. Dezember 2024), die zum Okres Komárno, einem Teil des Nitriansky kraj gehört.

## Geographie

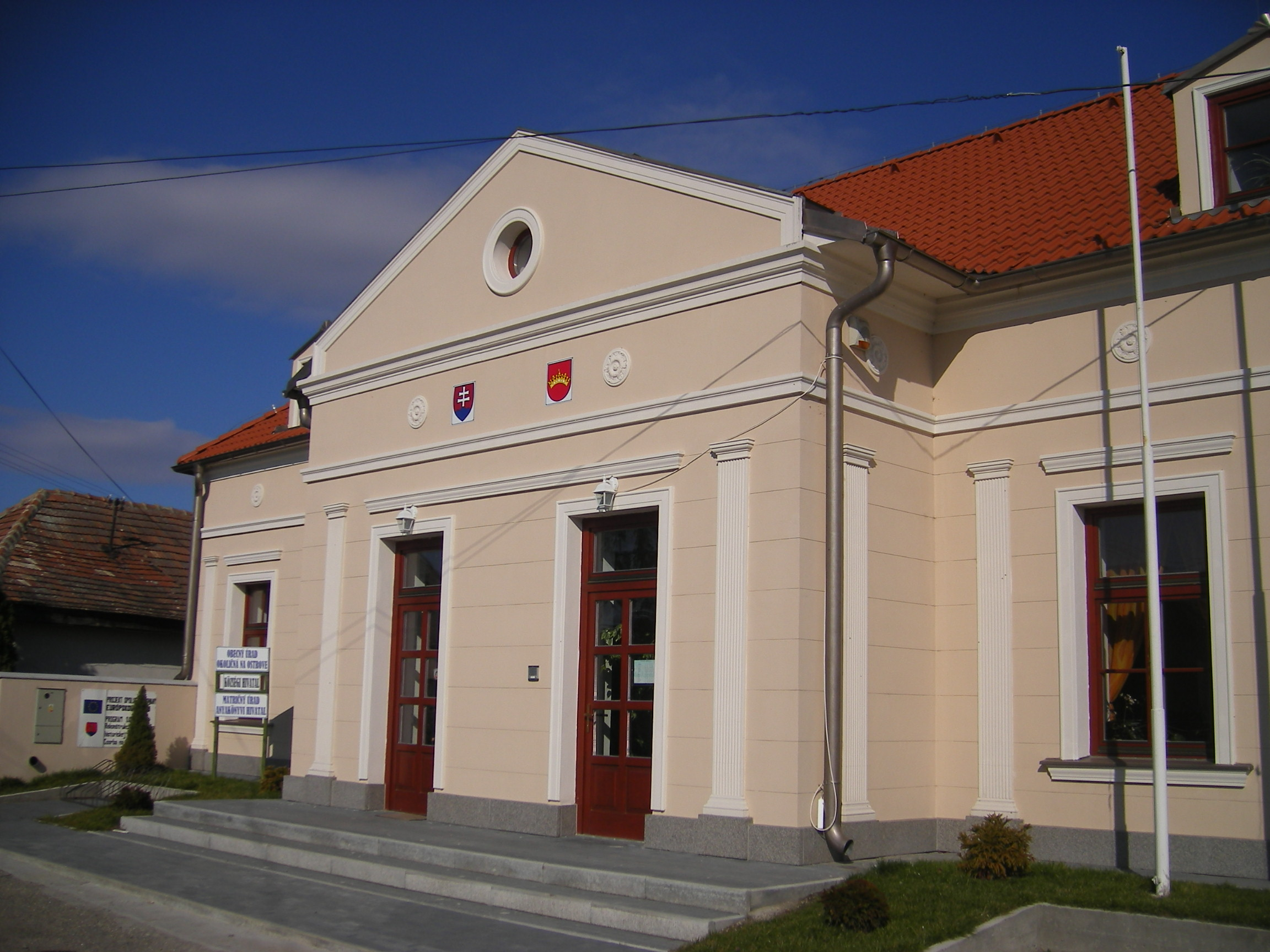
Gemeindeamt von Okoličná na Ostrove

Die Gemeinde befindet sich im slowakischen Donautiefland auf der Flussinsel Žitný ostrov. Das knapp 30 km² große Gemeindegebiet ist eben, entwaldet und von Auenböden bedeckt. Zwei Kanäle, nämlich der Komárňanský kanál und der Dropí kanál, verlaufen nördlich des Hauptortes mit etwa einem Kilometer Abstand. Das Ortszentrum liegt auf einer Höhe von 113 m n.m. und ist 15 Kilometer von Veľký Meder sowie 20 Kilometer von Komárno entfernt.
Verwaltungstechnisch gliedert sich die Gemeinde in die Teile Okoličná na Ostrove und Štúrová (ungarisch Margitmajor). Außer den offiziellen Gemeindeteilen bestehen noch Siedlungen wie Margita Okoličná na Ostrove-Lúky, Tulipán und Viharoš.

## Geschichte

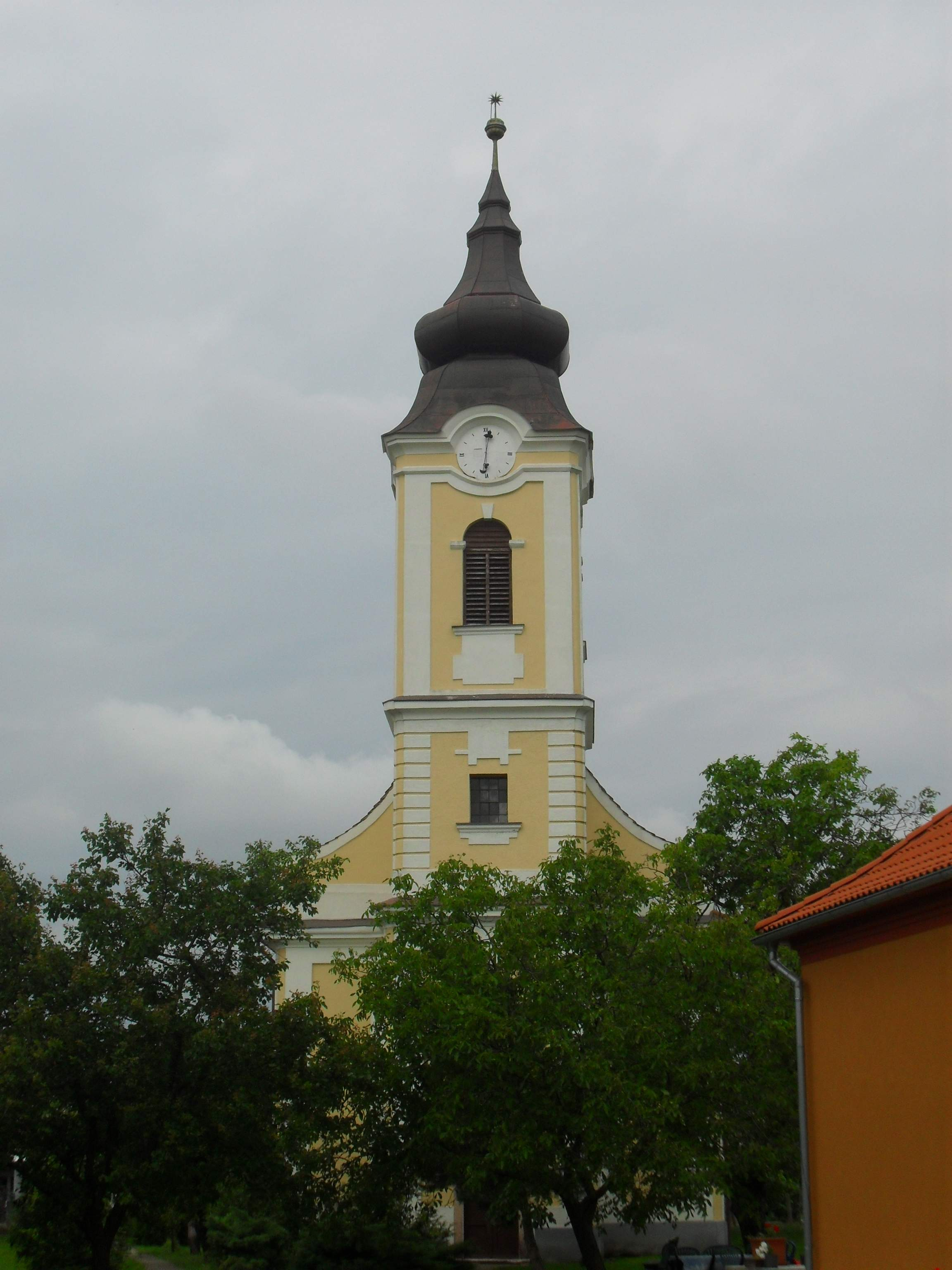
Reformierte Kirche

Okoličná na Ostrove wurde zum ersten Mal 1229 als Ekly. schriftlich erwähnt. In der Zeit vom 13. bis zum 17. Jahrhundert gehörte das Dorf verschiedenen Edelmännern, teilweise dem Kloster von Pannonhalma. Lange Zeit war die Familie Ekli der größte Besitzer, begann aber zu Ende des 15. Jahrhunderts zu verschwinden.
1787 zählte man 78 Häuser und 661 Einwohner. Wie vorher wechselten die Besitzer häufig und das Dorf war zerstückelt.
Bis 1919 gehörte der im Komitat Komorn liegende Ort zum Königreich Ungarn und kam danach zur Tschechoslowakei beziehungsweise heute Slowakei. Auf Grund des Ersten Wiener Schiedsspruchs lag er 1938–45 noch einmal in Ungarn.
Nach dem Wiedereingliederung in die Tschechoslowakei wurden 1946 59 Familien aus dem Dorf nach Böhmen sowie 13 Familien im Rahmen eines Bevölkerungsaustausches mit Ungarn abgeschoben. Nach 1948 kehrten die nach Böhmen abgeschobenen Familien wieder zurück. 1965 zerstörte das Donauhochwasser ein Drittel des Dorfes, beim Wiederaufbau halfen Einwohner von Blatná na Ostrove, Kutná Hora sowie Lučenec.

## Bevölkerung
| Jahr                | 1994 | 2004    | 2014    | 2024    |
| ------------------- | ---- | ------- | ------- | ------- |
| Anzahl der Personen | 1461 | 1427    | 1512    | 1442    |
| Unterschied         |      | −2,32 % | +5,95 % | −4,62 % |

| Jahr                | 2023 | 2024    |
| ------------------- | ---- | ------- |
| Anzahl der Personen | 1451 | 1442    |
| Unterschied         |      | −0,62 % |

Ergebnisse nach der Volkszählung 2001 (1461 Einwohner):
| Nach Ethnie: - 88,64 % Magyaren - 10,40 % Slowaken - 0,68 % Tschechen | Nach Konfession: - 56,61 % römisch-katholisch - 10,34 % konfessionslos - 2,05 % evangelisch - 0,62 % keine Angabe |

## Sehenswürdigkeiten
- reformierte Kirche aus dem Jahr 1804
- römisch-katholische Kirche im klassizistischen Stil aus dem Jahr 1816

## Verkehr
Die Gemeinde liegt an der Bahnstrecke Bratislava–Komárno und hat einen Haltepunkt.